# Century of Progress

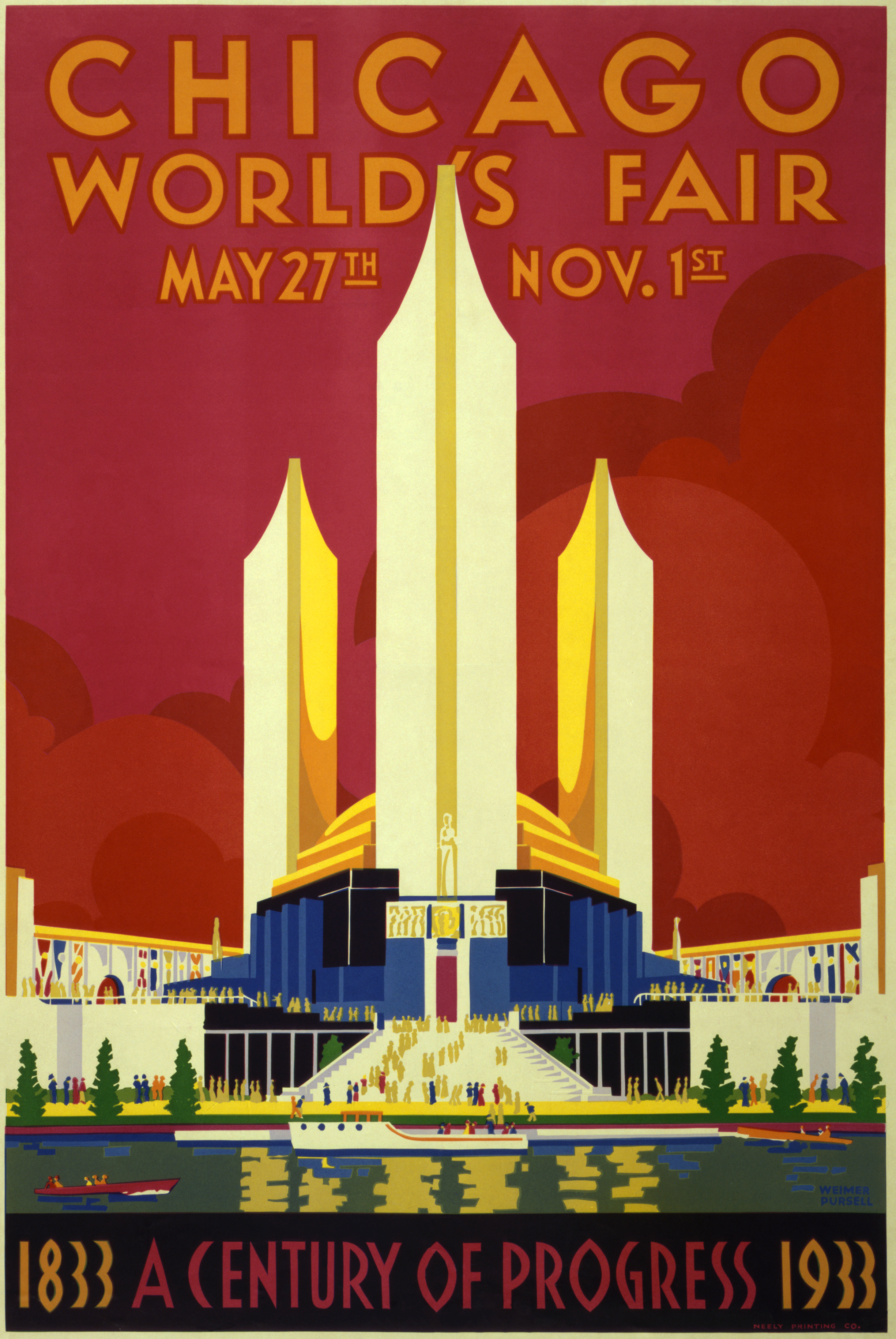
Affisch över världsutställningen Century of Progress.

Century of Progress var en världsutställning i Chicago i Illinois i USA 1933. Det var Chicagos andra världsutställning, den tidigare var World's Columbian Exposition år 1893, och den uppfördes för att fira 100-årsjubileet av Chicagos stadsrättigheter.
Mässan syftade till att visa framgångar i mötet mellan industri, vetenskap och myndigheter. Vetenskapliga institutioner önskade det i ett tidigt skede i planeringen efter att vetenskapen hade fått dåligt rykte bland annat efter första världskrigets gaskrig. Staden Chicago ville också framställa sig i god dager efter att ryktet skamfilats efter bland annat raskravaller och problem med organiserad brottslighet efter första världskrigets slut. Planeringen för världsutställningen inleddes 1928 under en högkonjunktur, men när den invigdes var lågkonjunkturen under den stora depressionen på sin lägsta nivå. Den amerikanske presidenten Franklin D. Roosevelt hade inlett sitt reformpaket New Deal och när han besökte mässan och såg resultatet i framtidstro och vilja till konsumtion bad han staden att fortsätta med utställningen även 1934. Ford, som hade tackat nej 1933, såg General Motors framgångar på mässan deltog 1934 och hade då den populäraste paviljongen.
Under mässan 1893 byggdes flera monumentalbyggnader i nyklassicistisk stil under namnet Den vita staden, dessa byggnader var ofta tänkta att fortsätta användas efter utställningen. Som motpol till Den vita staden kallade arrangörerna utställningen för Regnbågsstaden och paviljongerna målades i flera färger. Under 1934 koordinerades färgerna så att de blev ett sätt att orientera sig på området. Byggnaderna var enklare och tänkta att bara användas under utställningen. Inga byggnader bevarades heller till eftervärlden och på platsen anlades bland annat en flygplats.
Chicagos flagga hade två stjärnor före 1933 och världsutställningen uppmärksammades med en tredje.
I samband med världsutställningen spelades den första professionella all star-matchen i idrottshistorien, arrangerad av Major League Baseball (MLB).

## Det gyllene templet

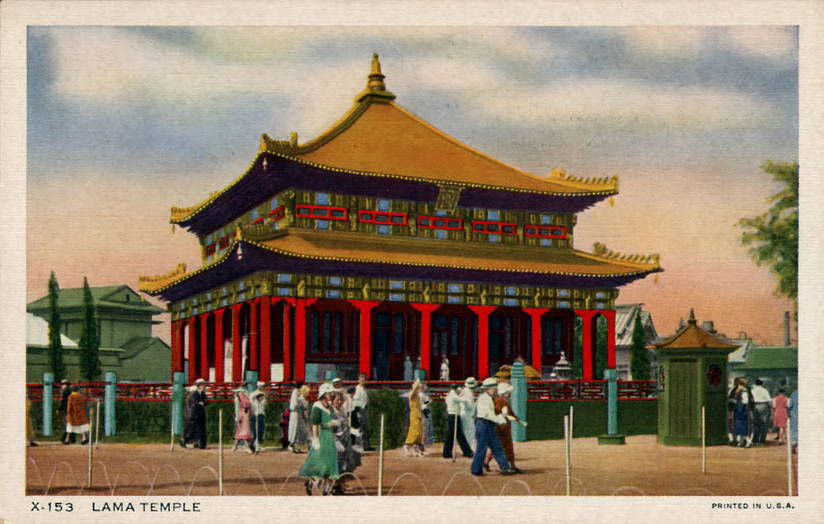
Kopia av det gyllene templet, Century of Progress, Chicago, 1933.

Världsutställningen var en möjlighet för Kina att visa upp sig. De var inbjudna men hade fullt upp med konflikten med Japan som startat med Mukdenincidenten. Den kinesiska representationen blev därför endast i form av en paviljong som finansierades av en grupp affärsmän från Shanghai samt en fullskalig kopia av ett lamaistiskt tempel från Kina. Templet var ett samarbete mellan den svenskättade affärsmannen Vincent Bendix och upptäcktsresande Sven Hedin. I juni 1930 besökte Sven Hedin, Gösta Montell, arkitekten Liang Weihua (W. H. Liang) och Georg Söderbom staden Jehol (nuvarande Chengde) och templet Putuo Zongcheng. Året innan hade Hedin varit i USA för att söka finansiering för sina expeditioner i Kina och lyckats övertyga Bendix att finansiera Hedins pågående expedition. Hedin menade att de buddhistiska templen och arkitekturen var ett hotat kulturarv. Hans vision var därför att "rädda" två tempel från förfall och flytta dem, ett till USA och ett till Sverige. Detta skulle visa sig vara för svårt. I november 1929 återvände Hedin till Peking och hade möten bland annat med Chiang Kai-shek. Istället för att flytta två tempel föddes idén att låta bygga en kopia av ett tempel och valet föll på centralhallen för Putuo Zongcheng, den gyllene paviljongen (det vill säga Wanfaguiyi, även Wan Fa Gui Yi). För att utföra detta arbete anlitades 70 kineser som mätte och reproducerade de olika delarna i byggnaden under ledning av Liang Weihua. Arbetet utfördes under vintern 1930-1931 i Peking och i mars 1931 skickades alla delar till Chicago. Templet restes på plats i Chicago med hjälp av amerikanska och kinesiska hantverkare och stod färdigt i september 1932.